# Rolf Widén
Rolf Villehad Widén, född 29 juni 1920 i Helsingfors, död 13 juli 2015, var en finländsk jurist.
Widén, som är son till direktör August Villehad Widén och Selma Maria Petas, blev student 1939, avlade högre rättexamen 1946 och blev vicehäradshövding 1948. Han var biträde vid Åke Roschier-Holmbergs advokatbyrå 1946–1947, borgmästare i Kaskö 1947–1949, sekreterare i Arbetsgivarnas i Finland centralförbund 1949–1955, avdelningschef 1955–1957, ombudsman i Finska metallindustrins arbetsgivareförbund 1957–1961, juridisk direktör 1961–1962 och verkställande direktör 1962–1985. Han var verkställande direktör för Sigrid Jusélius stiftelse 1986–1990.